# 爱日庐
29°39′20″N 121°23′55″E / 29.655433°N 121.398489°E
爱日庐是中国浙江省宁波市一座近代建筑，位于奉化区锦屏街道南大路16号，是中国国民党高级军官俞济时曾经的居所。爱日庐建成于1930年，据称是俞济时用北伐有功获赏的三千大洋兴建。建筑坐西朝东，门楼为西洋式牌楼，顶部半圆形，中部堆塑，下部为“爱日庐”匾额。两间正屋均为面阔五间二弄的单檐硬山顶建筑，另有朝南偏屋一间，设有埠头。
2017年，爱日庐成为浙江省文物保护单位。